# Frederic Miquel del Palatinat-Zweibrücken
Frederic Miquel del Palatinat-Zweibrücken (Ribeauvillé, 27 de febrer de 1724 - Schwetzingen, 15 d'agost de 1767) va ser un membre de la casa dels Wittelsbach. Fill del comte palatí Cristià III del Palatinat-Zweibrücken i de la comtessa Carolina de Nassau-Saarbrücken. Va ser pare del rei Maximilià I Josep de Baviera.

## Guerra dels Set Anys
Frederic Miquel va ser Mariscal de camp del Palatinat, governador de Mannheim i finalment, el 1758, Mariscal de camp del Sacre Imperi Romanogermànic i comandant en cap de l'Exercit Imperial durant la Guerra dels Set Anys contra Frederic el Gran. Després de la batalla de Rossbach, va aconseguir tornar a aixecar l'exèrcit imperial batut, pel qual va rebre la Gran Creu de l'Ordre Militar Maria Teresa. A la tardor de 1758 va envair Saxònia, va prendre la fortalesa Sonnenstein i va assetjar Leipzig. L'any següent, Leipzig, Torgau, Wittenberg i Dresden van ser conquerides. Va protegir el mariscal Daun a la batalla de Maxen i va lluitar victoriós en la batalla de Strehlen. El 1761, va dimitir del càrrec i lliurà les tropes imperials al mariscal de camp Johann von Serbelloni. Després de la pau de Hubertusburg, Frederic Miquel va rebre el Comandament General a Bohèmia.

## Núpcies i descendents
Es va casar amb comtessa palatina Maria Francesca de Sulzbach, neta de l'elector del Palatinat Carles III Felip, de la qual tingué cinc fills:
- Carles August Cristià, (1746-1795). Duc de Zweibrücken.
- Clement August (1749-1750).
- Amàlia (1752-1828). Casada amb Frederic August I de Saxònia, elector i rei de Saxònia.
- Maria Anna (1753-1824). Casada con el duc Guillem de Baviera.
- Maximilià Josep (1756-1825). Rei de Baviera.

També va tenir de un fill il·legítim amb la seva amant Louise Cheveau:
- Carles Frederic d'Otting-Fünfstetten (1767-1834). Baró de Schönfeld (1813), Comte d'Otting i Fünfstetten (1817). La seva filla Lluïsa es va casar amb August von Senarclens de Grancy.